# Xã Norwood, Quận St. Louis, Missouri
Xã Norwood (tiếng Anh: Norwood Township) là một xã thuộc quận St. Louis, tiểu bang Missouri, Hoa Kỳ. Năm 2010, dân số của xã này là 33.914 người.